# Bitwa pod Frydlandem
Bitwa pod Frydlandem – bitwa pomiędzy siłami Cesarstwa Francuskiego a Imperium Rosyjskiego stoczona 14 czerwca 1807 roku niedaleko Frydlandu (niem. Friedland, obecnie Prawdinsk w obwodzie królewieckim), nad dolną Łyną, około 43 km na południowy wschód od Królewca. Jedna z najważniejszych bitew wojen napoleońskich, która bezpośrednio doprowadziła do zakończenia wojny z IV Koalicją.
Po prawie 23 godzinach walki francuskie oddziały dowodzone przez Napoleona zdołały odnieść decydujące zwycięstwo nad armią rosyjską generała Bennigsena. Wojska francuskie miały całkowitą kontrolę nad polem bitwy, a rosyjska armia uciekała chaotycznie przez Łynę, w której wielu jej żołnierzy utonęło. W wyniku tej klęski cesarz Aleksander I został zmuszony do podpisania pokoju w Tylży.
Bitwa pod Frydlandem ma szczególne miejsce w historii Polski, ponieważ jednym z jej skutków było utworzenie Księstwa Warszawskiego.

## Przed bitwą
Po pokonaniu głównych sił pruskich pod Jeną i Auerstedt (14 X 1806) wojska Napoleona zajęły większość Królestwa Prus, w tym ziemie polskie zaboru pruskiego. Pruska para królewska przeniosła się z Berlina do Królewca, a na terenie Prus Wschodnich operowały jeszcze oddziały pruskie Lestocq’a oraz armia rosyjska generała Levina Bennigsena. Na początku lutego 1807 armia francuska wkroczyła do Prus Wschodnich, w celu pokonania i wypchnięcia z ich terytorium Rosjan. Po zimowej kampanii iławskiej zakończonej krwawą i nierozstrzygniętą bitwą pod Pruską Iławą (7–8 II 1807) Napoleon przerwał działania i wznowił je dopiero w czerwcu 1807 r.
Po uderzeniu na Dobre Miasto (5–9 VI) i nierozstrzygniętej oraz okupionej dużymi stratami bitwie pod Lidzbarkiem Warmińskim (10 VI) Napoleon postanowił się wycofać i zagrozić lewemu skrzydłu Rosjan. Bennigsen cofnął się w kierunku Frydlandu – swej wysuniętej bazy zaopatrzeniowej i rzeki Łyny. Przechodząc na prawy brzeg Łyny, Rosjanie odsłonili drogę na Królewiec, gdzie stacjonował korpus pruskiego generała Lestocqa (2 dywizje pruskie i 1 dywizja rosyjska – łącznie 25 000 żołnierzy). Napoleon wysłał przeciwko Lestocqowi korpusy Soulta i Davouta oraz jazdę Murata, podczas gdy w kierunku Frydlandu skierował jedynie korpus Lannesa. Sam z resztą sił zatrzymał się w Iławie Pruskiej. Decyzje Napoleona wynikały z błędnego mniemania, że główne siły Bennigsena wycofały się na Królewiec. Tymczasem 13 czerwca 1807 r., gdy jazda Lannesa została wyparta z Frydlandu, Napoleon dowiedział się, że właśnie wokół tego miasta Bennigsen skoncentrował swoje siły. Bennigsen, który zorientował się, że ma do czynienia tylko z jednym korpusem, postanowił rozbić Lannesa, którego siły osłaniały drogę do Królewca. Pewny powodzenia posłał Płatowa w kierunku Welawy, by zajął on przeprawy przez Pregołę. Rano 14 czerwca przewaga Rosjan była ogromna, ale na pole bitwy przez cały dzień przybywały nowe francuskie oddziały. Armia rosyjska zajmowała pozycje na lewym brzegu Łyny, pomiędzy lasami Sortlack i Domeraw. Na lewej stronie stanął Bagration (2 dywizje piechoty i 2 dywizje jazdy – razem 20 000 żołnierzy), prawą stronę zajął natomiast Gorczakow (4 dywizje piechoty i 2 dywizje jazdy – razem 35 000 żołnierzy). Odwody składały się z gwardii i dywizji jazdy (razem 20 000 żołnierzy). Cała artyleria rosyjska została skoncentrowana w odwodach.
Bennigsen nietrafnie wybrał teren z rzeką na tyłach. Pod naporem przeciwnika cała jego armia musiałaby forsować Łynę pod Frydlandem, mając na karku Francuzów.

## Bitwa

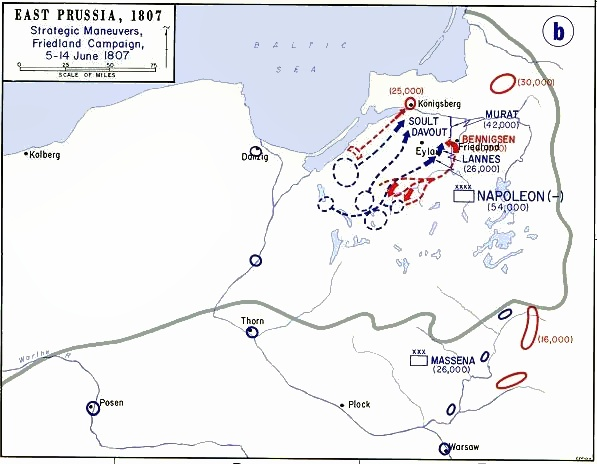
Mapa Kampanii Frydlandzkiej

Rosyjskie siły pod dowództwem generała Golicyna wyparły posterunki francuskiej kawalerii z Frydlandu 13 czerwca i główne siły Bennigsena nocą zajęły miasto. Tymczasem znajdująca się w znacznym rozproszeniu armia Napoleona kierowała się różnymi drogami właśnie na Frydland, dlatego pierwsza faza starcia była czysto sytuacyjna i nieplanowana. Korpus marszałka Lannesa (7000 piechoty i 3000 jazdy) starł się z Rosjanami najpierw w lesie Sortlack i przed Posthenen między 2:30 a 3:00 w nocy 14 czerwca. Następnie obie strony użyły swojej kawalerii, aby ubezpieczyć formowanie swych szyków. Starcie kawalerii zakończyło się zdobyciem Heinrichsdorfu przez generała Grouchy.
W tym samym czasie Lannes toczył ciężkie boje, aby powstrzymać napierającego Bennigsena. Napoleon obawiał się, że Rosjanie chcą uniknąć bitwy po raz kolejny, jednak o godzinie 6:00 rano Bennigsen miał już prawie 50 000 żołnierzy przeprawionych przez rzekę i rozmieszczonych na zachód od Frydlandu. Jego piechota wraz z artylerią była zorganizowana w dwie linie, rozciągnięte na drodze pomiędzy Heinrichsdorfem a Frydlandem oraz na wyższych zakrętach rzek. Linię prawego skrzydła piechoty wydłużała kawaleria i Kozacy aż do lasu na północny wschód od Heinrichsdorfu. Niewielkie oddziały Kozaków docierały aż do Schwönau. Na lewym skrzydle też znajdowała się kawaleria, ponadto dla osłony lewego skrzydła za rzeką Łyną rozmieszczone zostały baterie. Ciężka i nierozstrzygnięta wymiana ognia trwała pomiędzy Rosjanami i oddziałami Lannesa w lesie Sortlack.
Czoło francusko-polskiego korpusu Mortiera (wraz z polską dywizją Dąbrowskiego) pojawiło się przy Heinrichsdorfie i Kozacy zostali wyparci z Schwönau. Lannes utrzymał się na pozycji, a gdy w południe nadciągnął Napoleon z 40 000 żołnierzy, stan liczebny wojsk francuskich pod Frydlandem sięgnął 80 000 żołnierzy. Rozkazy Napoleona (który szybko zorientował się w fatalnym położeniu Rosjan, w którym znaleźli się na skutek nieudolności dowodzenia Bennigsena) były bardzo krótkie: korpus Neya miał zająć pozycję pomiędzy Postlienen i Lasem Sortlack, a Lannes miał się zbliżyć do jego lewej flanki, aby uformować razem z nim centrum. Korpus Mortiera przy Heinrichsdorfie miał stworzyć lewe skrzydło. I korpus generała Victora razem z Gwardią Cesarską znalazły się w rezerwie za Posthenen. Cała kawaleria została zgromadzona w Heinrichsdorfie. Główne uderzenie, które miał przeprowadzić Ney, miało być skierowane na rosyjskie lewe skrzydło (Bagration), które jak od razu zauważył Napoleon, było stłoczone na ciasnym paśmie ziemi pomiędzy rzeką a strumieniem napędzającym młyn. Trzy dywizje kawalerii zostały dołączone do generalnej rezerwy. Victor i Mortier mieli uderzyć na Gorczakowa. Napoleon postanowił wykorzystać nadarzającą się okazję i potężnym uderzeniem zepchnąć Rosjan do rzeki. Francuski wódz spędził popołudnie na formowaniu nowo przybyłych oddziałów. Operację tę osłaniał zmasowany ogień artylerii.
O godzinie 17:00 wszystkie przygotowania zostały zakończone i Ney przeprowadził poprzedzone ciężkim ostrzałem artylerii gwałtowne natarcie na las Sortlack. Atak został skierowany wzdłuż Łyny. Jedna z dywizji Neya (pod dowództwem Marchanda) wpędziła część rosyjskiego lewego skrzydła do wody przy lesie. Widząc, co się dzieje, Rosjanie przypuścili gwałtowne natarcie kawalerii przeciwko lewemu skrzydłu dywizji Marchanda, które jednak zostało odparte przez dywizję dragonów Latoura-Maubourga.
Ponieważ Rosjanie tłoczyli się w zakrętach Łyny, czyniło ich to łatwym celem dla dział Neya i rezerwy. Atak Neya został tu jednak powstrzymany, kiedy spychając Bagrationa do Łyny, dostał się on pod silny ogień artylerii rosyjskiej. Wykorzystał to Bennigsen i rzucił do walki rezerwę kawalerii, która natarła z wielką furią i odrzuciła Neya, zmuszając go do cofnięcia się w wielkim nieporządku. Tak jak pod Pruską Iławą, wydawało się, że nadejście nocy odroczy decydujący sukces. Tym razem jednak walka toczyła się nie zimą, tylko późną wiosną na twardym gruncie i przy dobrej pogodzie. W tych warunkach wielka mobilność i doświadczenie francuskich jednostek okazały się decydujące. Dywizja piechoty generała Duponta natarła gwałtownie z Posthenen, natomiast dywizje kawalerii francuskiej zepchnęły rosyjskie szwadrony na stłoczone masy piechoty znajdującej się na brzegu rzeki. Wkrótce generał artylerii Sénarmont podciągnął dużą liczbę dział, aby strzelać z krótkiego zasięgu. Dzięki temu Ney przeszedł do przeciwnatarcia i około godziny 19:00 wdarł się do Frydlandu, po czym ruszył do pościgu za rozbitymi regimentami lewego skrzydła Bennigsena. Działania przeciw siłom Gorczakowa wsparło uderzenie gwardii napoleońskiej. W tym samym czasie Lannes i Mortier powstrzymywali rosyjskie centrum i prawe skrzydło, a ich artyleria zadawała Rosjanom znaczne straty. Kiedy Frydland zaczął płonąć, obaj marszałkowie rzucili swoją piechotę do ataku. Świeże oddziały francuskie wkraczały na pole bitwy. Generał Dupont odznaczył się tego dnia po raz drugi dzięki przekroczeniu brodu na strumieniu młyńskim i uderzeniu na lewą flankę rosyjskiego centrum. Atak ten spotkał się z zażartym oporem. Mimo to wojska francuskie zdołały zepchnąć Rosjan w stronę rzeki.

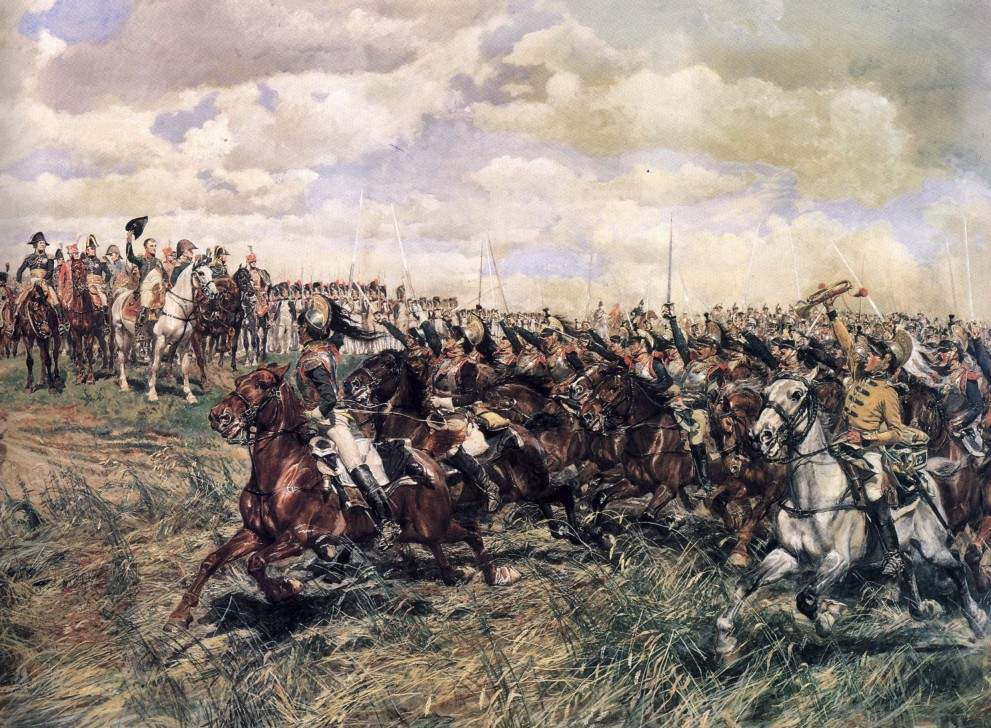
1807, Friedland: Napoleon salutuje 12 Pułkowi Kirasjerów na polu bitwy pod Frydlandem

Straty jakie ponieśli Rosjanie uciekając przez rzekę Łynę koło Frydlandu były bardzo ciężkie, wielu żołnierzy utonęło. Ciągle nie rozbite oddziały prawego skrzydła Rosjan dzięki znalezieniu brodu na północ od miasta wycofały się przez drogę na Allenburg. Francuska kawaleria lewego skrzydła, mimo że dostała rozkaz pościgu, pozostała z nieznanych przyczyn nieaktywna. Do godziny 23:00 walki ustały i tylko rosyjska bateria na przeciwległym brzegu rzeki prowadziła nadal ostrzał, osłaniając chaotyczny odwrót Rosjan. Bennigsen był bliski poniesienia całkowitej klęski. Francuskie straty wyniosły około 8000 żołnierzy, podczas gdy Rosjanie stracili prawie 20 000 zabitych i rannych.

## Po bitwie
Bennigsen nie mógł już dłużej udawać przed carem Aleksandrem, że wszystko idzie w dobrym kierunku i że zwycięstwo jest tylko kwestią czasu. Jego armia została pobita i nic nie mogło już zatrzymać Napoleona przed uderzeniem na Rosję. Aleksander, zdając sobie sprawę z rozmiarów klęski, poprosił 19 czerwca 1807 r. o zawarcie rozejmu. Napoleon, mając w pamięci krwawe bitwy z kampanii zimowej (szczególnie tę pod Pruską Iławą), zgodził się i przystąpił do wstępnych pertraktacji pokojowych, które zostały zakończone podpisaniem pokoju w Tylży. Baron Lejeune wspominał, że gdy przybył po bitwie do Frydlandu z wiadomością o zdobyciu Kołobrzegu Napoleon miał odpowiedzieć: „Ja też dzisiaj zdobyłem swoją wioskę Kołobrzeg, razem ze wszystkim co powstrzymywało moje natarcie. Frydland jest wart Austerlitz, Jeny czy bitwy pod Marengo, której rocznicę obchodzę właśnie dziś”.

## Skutki
Bitwa pod Frydlandem definitywnie zakończyła wojnę z IV Koalicją. 7 lipca 1807 r. Rosja i Francja podpisały pokój w Tylży, który doprowadził do zawarcia sojuszu pomiędzy obu krajami po dwóch latach wojny. Francja zawarła osobny traktat z Prusami dwa dni później, aby uniemożliwić im wpływ na główne negocjacje. Oficjalne warunki pokoju z Tylży wspominały ogólnikowo o wzajemnym zrozumieniu pomiędzy Napoleonem a Aleksandrem I. Natomiast te okryte tajemnicą dotyczyły konkretnych spraw światowych: Francja zezwoliła Rosji na przejęcie całkowitego wpływu nad polityką wobec Imperium osmańskiego, w zamian zyskując wpływ na Dalmację i Wyspy Jońskie. Rosja dostała również wolną rękę w sprawie Finlandii, za co Aleksander zgodził się przystąpić do Systemu Kontynentalnego, w razie gdyby wojna z Wielką Brytanią miała się przeciągnąć. W drugim traktacie Prusy zostały upokorzone. Wszystkie pruskie terytoria na zachód od Łaby zostały przekształcone w nowe Królestwo Westfalii, a te uzyskane dzięki drugiemu i trzeciemu rozbiorowi Polski zostały przekształcone w Księstwo Warszawskie. Białystok został wcielony do Rosji.
Bitwa ta jest wymieniona na Łuku Triumfalnym w Paryżu oraz u podstawy sarkofagu Napoleona w Katedrze Inwalidów w Paryżu.